# Raphael Sinphónico World Tour
Raphael Sinphónico World Tour es una gira musical del cantante español Raphael.  Fue un proyecto único en su dilatada y estelar carrera en el que el artista interpretó en clave sinfónica una buena muestra de su apabullante colección de éxitos.  Raphael, acompañado en la inauguración de la gira por la  prestigiosa Orquesta Sinfónica de RTVE, que cumple en el 2015 50 años de existencia.
Con esta gira Raphael dio a conocer sus mejores canciones que han sido éxitos desde hace más de 55 años de carrera artística, de forma sinfónica en todo el mundo. Así pues, la gira dio la vuelta al mundo desde el 2015 hasta el 2017. El nombre de esta gira se refiera al cantante -Raphael-, colocando el nombre "Sinphónico" con su característico eslogan PH.
En septiembre del año 2015, se lanzó un CD-DVD con el concierto que ofreció Raphael en el Teatro Real de Madrid, como partícipe del Universal Music Festival en España. Fue transmitido el 6 de septiembre en la programación del canal rtve de España.

## Recepción
Raphael inició la gira por su país natal, España. Estuvo inicialmente por más de 50 ciudades de España, haciendo conciertos consecutivos en varias ciudades como Valencia, Barcelona, y Sevilla. En cada ciudad, en varias ocasiones, tuvo el acompañamiento de varias orquestas sinfónicas nacionales de España, tales como la Orquesta Sinfónica de RTVE, Orquesta Filarmónica de Gran Canaria, Joven Orquesta Sinfónica Ciudad de Salamanca, Orquesta Gaos, Orquesta Sinfónica Ciudad de Elche, Orquesta Sinfónica de Málaga, Orquesta de Alcalá de Henares, entre otros. 
Se presentó en su tierra natal, Linares, con una asistencia total de más de 5.000 espectadores. Además de eso, grabó su presentación en el marco del Universal Music Festival en el Teatro Real de Madrid, que ha sido publicado en las redes sociales y en la página de la televisión española (RTVE). Esta presentación marcó historia en la carrera de Raphael desde más de cinco décadas artísticas. Estuvo la presencia de varios artistas del mundo artístico como Álex de la Iglesia con quien volvió al cine, actuando como Alphonso en la película "Mi gran noche", también estuvo Alejandro Sanz, varios actores, periodistas y la presencia de su familia. Por esta importante presentación, que agotó entradas semanas antes del concierto, se llevó la ovación y la crítica positiva de la prensa nacional de España e internacional.
Consiguientemente, el disco nuevo llamado "Raphael Sinphónico", que lanzó en los meses últimos del año 2015, está disponible en preventa por iTunes, y ha marcado uno de los primeros listas como pedidos. Además, en especial para Navidad, Raphael lanzó un álbum de villancicos llamado Ven A Mi Casa esta Navidad. La elección de las canciones para Ven a mi casa esta Navidad ha sido realizada por Raphael junto a su hijo Manuel Martos, su más estrecho colaborador desde hace años, y destaca por su cuidada selección, que repasa algunos clásicos indiscutibles, como Blanca Navidad o Noche de paz, junto a otros no tan evidentes que sorprenderán a más de uno. Por ello, el conjunto gustará tanto a los fieles seguidores del cantante como a aquellos que se acerquen a su obra por primera vez. Él mismo declara que todavía se siente motivado para cautivar a una nueva generación, y aquí hay argumentos para que los más jóvenes descubran por primera vez el poderío del que es desde hace décadas uno de nuestros artistas más singulares. Raphael, como el turrón, es un clásico que año tras año endulza la Navidad. En este recoge algunos temas grabados anteriormente para dar a conocer su encanto por la Navidad y las fechas próximas a estas celebraciones.
En el año 2016, Raphael viajó a Colombia para presentar su disco versión sinfónico, en cuatro ciudades: Manizales, Medellín, Bogotá y Cali, acompañado por la Orquesta Sinfónica Nacional de Colombia. Así mismo, luego del éxito en ese país, regresó a México para ofrecer su versión sinfónico en 6 conciertos, sin embargo, desde México comenzó una mini-gira, pero esta vez sin versión sinfónica, que comenzó en Cancún y llegó hasta la ciudad de Miami, en Estados Unidos y Puerto Rico. Luego esta gira por América, volverá a España, emprendiendo de nuevo su gira sinfónica, por varias ciudades del país, en grandes recintos. 
Inicialmente se esperaba la llegada de Raphael por primera vez en La Habana, Cuba; en donde ofrecería un concierto el 20 de octubre según fuentes de comunicación. Sin embargo, y pese a las especulaciones de sus seguidores y de los medios de información, el cantante nunca estuvo en Cuba. Así mismo, se especulaba la llega de Julio Iglesias a la isla.

## Reconocimientos
- Raphael recibió el Premio Ondas por su trayectoria musical. Lo bueno se hizo esperar. La ceremonia de entrega de los Premios Ondas 2015 empezó a las 20:00 y terminó pasadas las 22:30. No fue hasta poco antes de esa hora cuando salió Raphael al escenario. El artista acudió a recoger el premio por su trayectoria convirtiéndose al instante en la estrella de la noche. La ovación que recibió por parte de los asistentes fue memorable. El auditorio de Barcelona se puso en pie y empezó a aplaudir cuando Pepa Bueno pronunció su nombre y no dejó de hacerlo hasta minutos después de que Raphael llegase al escenario. De fondo sonaba su éxito Mi gran noche, nombre que le da título a la última película de Álex de la Iglesia y que ha supuesto su vuelta al cine. La del martes era sin duda su gran noche.[17]

- Fue homenajeado en Villa María, Argentina - 2016, en el marco del Festival de Villa María.[18]

- Recibió el día 5 de mayo, día de su cumpleaños número 73, el Escudo de Antioquia, categoría de oro en la ciudad de Medellín, Colombia.[19]

- En la ciudad de Miami, recibió en manos del alcalde Tomás Pedro Regalado las llaves de la ciudad.[20]

## Fechas de la gira
| España                   |                            |                |                                         |
| 22 de julio de 2015      | Madrid                     | España         | Teatro Real                             |
| 28 de agosto de 2015     | Almería                    | España         | Palacio de los Juegos Mediterráneos     |
| 29 de agosto de 2015     | Linares                    | España         | Antiguo Recinto Ferial                  |
| 3 de septiembre de 2015  | Huelva                     | España         | Plaza de toros de La Merced             |
| 5 de septiembre de 2015  | Daimiel                    | España         | Auditorio Municipal                     |
| 12 de septiembre de 2015 | Alcalá de Henares          | España         | Recinto Palacio Arzobispal              |
| 18 de septiembre de 2015 | Oviedo                     | España         | Recinto Festivo La Ería                 |
| 3 de octubre de 2015     | Córdoba                    | España         | Teatro de la Axerquía                   |
| 9 de octubre de 2015     | Murcia                     | España         | Plaza de Toros                          |
| 10 de octubre de 2015    | Elche                      | España         | Rotonda del Parque Municipal            |
| 24 de octubre de 2015    | Granada                    | España         | Palacio Municipal de Deportes           |
| 19 de noviembre de 2015  | Valencia                   | España         | Palau de les Arts Reina Sofía           |
| 20 de noviembre de 2015  | Valencia                   | España         | Palau de les Arts Reina Sofía           |
| 21 de noviembre de 2015  | Valencia                   | España         | Palau de les Arts Reina Sofía           |
| 28 de noviembre de 2015  | Málaga                     | España         | MAC Palacio de Ferias y Congresos       |
| 11 de diciembre de 2015  | Valladolid                 | España         | Auditorio Miguel Delibes                |
| 12 de diciembre de 2015  | Salamanca                  | España         | Pabellón Multiusos Sánchez Paraíso      |
| 16 de diciembre de 2015  | Madrid                     | España         | Barclaycard Center                      |
| 18 de diciembre de 2015  | Sevilla                    | España         | Auditorio FIBES                         |
| 19 de noviembre de 2015  | Sevilla                    | España         | Auditorio FIBES                         |
| 21 de diciembre de 2015  | Barcelona                  | España         | Gran Teatro del Liceo                   |
| 22 de diciembre de 2015  | Barcelona                  | España         | Gran Teatro del Liceo                   |
| América Latina           |                            |                |                                         |
| 6 de febrero de 2016     | Villa María                | Argentina      | Festival de Villa María                 |
| Europa                   |                            |                |                                         |
| 20 de febrero de 2016    | Pozoblanco                 | España         | Teatro El Silo                          |
| 25 de febrero de 2016    | San Sebastián              | España         | Kursaal                                 |
| 26 de febrero de 2016    | Vitoria                    | España         | Fernando Buesa Arena                    |
| 27 de febrero de 2016    | Bilbao                     | España         | Euskalduna – Auditorium                 |
| 11 de marzo de 2016      | Vigo                       | España         | Auditorio Mar de Vigo                   |
| 12 de marzo de 2016      | La Coruña                  | España         | Palacio de La Ópera                     |
| 18 de marzo de 2016      | Pamplona                   | España         | Auditorio Baluarte                      |
| 19 de marzo de 2016      | Zaragoza                   | España         | Auditorio de Zaragoza                   |
| 1 de abril de 2016       | León                       | España         | Palacio de los Deportes de León         |
| América Latina           |                            |                |                                         |
| 2 de mayo de 2016        | Manizales                  | Colombia       | Teatro Fundadores                       |
| 4 de mayo de 2016        | Medellín                   | Colombia       | Teatro de la Universidad de Medellín    |
| 6 de mayo de 2016        | Bogotá D. C.               | Colombia       | Teatro Jorge Eliécer Gaitán             |
| 8 de mayo de 2016        | Cali                       | Colombia       | Teatro Jorge Isaacs                     |
| 10 de mayo de 2016       | Xalapa de Enríquez         | México         | Gimnasio de la USBI                     |
| 12 de mayo de 2016       | Puebla                     | México         | Auditorio del C.C.U.                    |
| 14 de mayo de 2016       | México, D. F.              | México         | Auditorio Nacional (México)             |
| 15 de mayo de 2016       | México, D. F.              | México         | Auditorio Nacional (México)             |
| 18 de mayo de 2016       | Monterrey                  | México         | Auditorio Banamex                       |
| 20 de mayo de 2016       | Guadalajara                | México         | Teatro Diana                            |
| 21 de mayo de 2016       | Cancún                     | México         | Plaza de Toros de Cancún                |
| 23 de mayo de 2016       | Mérida                     | México         | Coliseo Yucatán                         |
| 25 de mayo de 2016       | Villahermosa               | México         | Teatro Esperanza Gris                   |
| 26 de mayo de 2016       | Coatzacoalcos              | México         | Teatro de la Ciudad                     |
| 28 de mayo de 2016       | Querétaro                  | México         | Teatro Metropolitano                    |
| 31 de mayo de 2016       | Torreón                    | México         | Teatro Nazas                            |
| 1 de junio de 2016       | Chihuahua                  | México         | Teatro de los Héroes                    |
| 2 de junio de 2016       | Ciudad Juárez              | México         | Teatro Paso del Norte                   |
| 4 de junio de 2016       | Hermosillo                 | México         | Expoforum                               |
| 7 de junio de 2016       | Tijuana                    | México         | Foro Tijuana                            |
| 8 de junio de 2016       | Mexicali                   | México         | Teatro del Estado                       |
| Norteamérica             |                            |                |                                         |
| 10 de junio de 2016      | Los Ángeles                | Estados Unidos | Microsoft Theater                       |
| 11 de junio de 2016      | Houston                    | Estados Unidos | Arena Theatre                           |
| 12 de junio de 2016      | Austin                     | Estados Unidos | The Coliseum                            |
| 15 de junio de 2016      | Nueva York                 | Estados Unidos | Beacon Theater                          |
| 18 de junio de 2016      | Miami                      | Estados Unidos | James L. Knight Center                  |
| 19 de junio de 2016      | San Juan                   | Puerto Rico    | Coliseo de Puerto Rico                  |
| Europa                   |                            |                |                                         |
| 16 de julio de 2016      | Alicante                   | España         | Plaza de toros de Alicante              |
| 19 de julio de 2016      | Marbella                   | España         | Plaza de Toros de Marbella              |
| 23 de julio de 2016      | Úbeda                      | España         | Auditorio Recinto Ferial                |
| 27 de julio de 2016      | Santander                  | España         | Palacio de Deportes de Santander        |
| 30 de julio de 2016      | Las Palmas de Gran Canaria | España         | Estadio de Gran Canaria                 |
| 5 de agosto de 2016      | Cambrils                   | España         | Parc del Pinaret                        |
| 6 de agosto de 2016      | Onda                       | España         | Recinto Multiusos                       |
| 10 de agosto de 2016     | El Puerto de Santa María   | España         | Real Plaza de Toros                     |
| 13 de agosto de 2016     | La Granja                  | España         | Real Fábrica de Cristales               |
| 17 de agosto de 2016     | Punta Umbría               | España         | Polideportivo Antonio Gil Hernández     |
| 25 de agosto de 2016     | Cuenca                     | España         | La Serranía                             |
| 27 de agosto de 2016     | Málaga                     | España         | Palacio de Ferias y Congresos de Málaga |
| 1 de septiembre de 2016  | Albacete                   | España         | Plaza de Toros                          |
| 3 de septiembre de 2016  | Mérida                     | España         | Teatro romano de Mérida                 |
| 9 de septiembre de 2016  | Madrid                     | España         | Barclaycard Center                      |
| 16 de septiembre de 2016 | Santa Cruz de Tenerife     | España         | Auditorio de Tenerife Adán Martín       |
| 24 de septiembre de 2016 | Murcia                     | España         | Plaza de toros de La Condomina          |
| 30 de septiembre de 2016 | Andorra la Vieja           | Andorra        | Centro de Congresos de Andorra la Vieja |
| 6 de octubre de 2016     | Valencia                   | España         | Plaza de toros de Valencia              |
| 8 de octubre de 2016     | Sevilla                    | España         | Plaza de toros de Sevilla               |
| 15 de octubre de 2016    | Torrevieja                 | España         | Auditorio Internacional                 |
| 29 de octubre de 2016    | Palma de Mallorca          | España         | Auditorium de Palma de Mallorca         |
| América Latina           |                            |                |                                         |
| 4 de marzo de 2017       | Santiago de Chile          | Chile          | Movistar Arena                          |
| 8 de marzo de 2017       | Buenos Aires               | Argentina      | Teatro Gran Rex                         |